# Потрохово (Нижньогородська область)
Потрохово (рос. Потрохово) — присілок в Краснобаковському районі Нижньогородської області Російської Федерації.
Населення становить 140 осіб. Входить до складу муніципального утворення Зубилихинська сільрада.

## Історія
Від 2009 року входить до складу муніципального утворення Зубилихинська сільрада.

## Населення
| 2002 | 2010 |
| ---- | ---- |
| 149  | ↘140 |